# Anders Vilhelm Lundstedt
Anders Vilhelm Lundstedt (11 settembre 1882 – 20 agosto 1955) è stato un filosofo svedese, in particolare conosciuto come uno dei fautori del Realismo giuridico scandinavo, essendo stato influenzato dal suo connazionale Axel Hägerström.
Ha studiato giurisprudenza all'Università di Lund ed è stato professore di diritto presso l'Università di Uppsala dal 1914 al 1952. Proprio come Hägerström e Alf Ross, egli resiste l'esposizione di diritti come entità metafisiche, ritenendo che l'approccio giuridico dovrebbe sbarazzarsi di loro.

## Vita privata
Vilhelm Lundstedt era figlio del tesoriere Carl Johan Lundstedt e di Emelie Pettersson. Si sposò tre volte: il primo matrimonio, dal 1907 al 1917, fu con Margareta Husvogt dalla Germania, dalla quale ebbe i figli Anders, anche lui avvocato, e Ingela Margareta. Secondo matrimonio tra il 1917 e il 1918 con la sorella Hilda Husvogt, dalla quale ebbe una figlia, Hilda Teodora. La seconda moglie Hilda Husvogt morì di setticemia poco dopo aver partorito. Il terzo matrimonio avvenne nel 1923 con Sally Ekblom, figlia di uno spedizioniere.